# Jolanta Maćkiewicz
Jolanta Małgorzata Maćkiewicz (ur. 1952 w Gdyni) – polska językoznawczyni, profesor nauk humanistycznych w Instytucie Mediów, Dziennikarstwa i Komunikacji Społecznej Wydziału Nauk Społecznych Uniwersytetu Gdańskiego. Była kierownikiem Zakładu Teorii, Historii i Języka Mediów. 

## Życiorys
W rodzinnej Gdyni ukończyła szkołę podstawową i III Liceum Ogólnokształcące im. Marynarki Wojennej PRL. W latach 1972–1977 studiowała filologię polską na Uniwersytecie Gdańskim. Po studiach podjęła pracę naukową na macierzystej uczelni. W 1983 r. uzyskała tytuł doktora nauk humanistycznych w zakresie Językoznawstwa na podstawie rozprawy pt. Semantyka wybranych internacjonalizmów w języku polskim i innych językach europejskich. W 1992 habilitowała się z zakresu Językoznawstwa, publikując pracę pt. Nienaukowy i naukowy obraz morza. Na przykładzie języka polskiego i angielskiego. W 2002 r. uzyskała tytuł profesora nauk humanistycznych. Pracując w Instytucie Filologii Polskiej, pełniła przez jedną kadencję funkcję dyrektora. W 2007 przeniosła się na Wydział Nauk Społecznych, gdzie została zatrudniona w Instytucie Filozofii, Socjologii i Dziennikarstwa, w którym pełni funkcję kierownika Zakładu Teorii, Historii i Języka Mediów.
Była członkiem Prezydium Rady Języka Polskiego przy PAN (2003–2006) i Komisji Etyki Komunikacji PAU, od 2006 jest członkiem Zespołu Etyki Słowa przy Radzie Języka Polskiego PAN. Jest członkiem Towarzystwa Miłośników Języka Polskiego, członkiem rady naukowej kwartalnika „Język Polski” i czasopisma „Media Biznes Kultura”. Należała do zarządów Towarzystwa Miłośników Języka Polskiego i Polskiego Towarzystwa Językoznawczego. 
Zajmuje się stylistyką, retoryką, komunikacją publiczną (zwłaszcza w mediach) i zagadnieniami multimodalności. Wypromowała 12 doktorów. 

## Publikacje
- Nienaukowy i naukowy obraz morza. Na przykładzie języka polskiego i angielskiego, Wydawnictwo Uniwersytetu Gdańskiego, Gdańsk 1991.
- Jak pisać teksty naukowe?, Wydawnictwo Uniwersytetu Gdańskiego, Gdańsk 1995; wyd. II rozsz. 1996.
- Językoznawstwo ogólne. Wybrane zagadnienia, Wydawnictwo Uniwersytetu Gdańskiego, Gdańsk 1999 (z E. Łuczyńskim), wyd. II rozsz. 2002.
- Słowo o słowie. Potoczna wiedza o języku, Wydawnictwo Uniwersytetu Gdańskiego, Gdańsk 1999.
- Językowy obraz ciała. Szkice do tematu, Wydawnictwo Uniwersytetu Gdańskiego, Gdańsk 2006.
- Jak dobrze pisać. Od myśli do tekstu, Wydawnictwo Naukowe PWN, Warszawa 2010.

Źródło:.

## Odznaczenia
- Srebrny Krzyż Zasługi (29 sierpnia 2002)[7]
- Złoty Medal Uniwersytetu Gdańskiego Doctrinae Sapientae Honestati (2023)[8]